# Cantheschenia longipinnis
Cantheschenia longipinnis is een  straalvinnige vissensoort uit de familie van vijlvissen (Monacanthidae). De wetenschappelijke naam van de soort is voor het eerst geldig gepubliceerd in 1941 door Fraser-Brunner.
De soort staat op de Rode Lijst van de IUCN als niet bedreigd, beoordelingsjaar 2009.